# Kris Vanderheyden
Kris Vanderheyden (Halle, Bélgica) é um produtor, de origem francesa, de música techno e eletrônica também conhecido como “Insider”. Vanderheyden é pioneiro da música techno belga, assim como da música eletrônica e dance music. Dentre seus  vários projetos, Insider é considerado um dos melhores.[carece de fontes?]
Ele também colaborou com o artista reconhecido, C.J. Bolland, em seu album “The Analogue Theatre” do qual duas  músicas “Sugar is sweeter” e “Prophet" ficaram respectivamente em n° 11 e n° 19 no UK Singles Chart.
Em 2017, Vanderheyden trabalhou com Blondie e sua interpretação (remix) da música “Fun” apareceu no single.

## Discografia
| Projeto                   | Título                  | Gravadora                 | Ano  | Posição do gráfico            |
| ------------------------- | ----------------------- | ------------------------- | ---- | ----------------------------- |
| Insider                   | Destiny                 | Music Man Records         | 1991 |                               |
| Insider                   | DREAMS                  | Music Man Records         | 1992 |                               |
| Insider                   | Enter The Electra World | Steel Wheel               | 1995 |                               |
| Dr. Jones & The Assistant | The Tripomatic EP       | Onesider                  | 1995 |                               |
| CJ Bolland                | Sugar is sweeter        | London Records            | 1996 | UK # 11                       |
| CJ Bolland                | Prophet                 | London Records            | 1997 | UK # 19                       |
| CJ Bolland                | The Analogue Theater    | London Records            | 1996 | UK # 43                       |
| Tyrome                    | Monkey - Way            | Bonzai Trance Progressive | 1997 |                               |
| Tyrome                    | Electric Vodoo          | Bonzai Trance Progressive | 1998 |                               |
| Insider                   | Boots on the Run        | Bonzai Records            | 1998 |                               |
| Insider                   | Estoril                 | Clockwork Recordings      | 1999 |                               |
| Tyrome                    | Evolution               | Dance Opera               | 1999 |                               |
| Insider                   | Trial Bells             | Bonzai Records            | 1999 |                               |
| Punk City                 | Mission                 | ARS Productions           | 2001 |                               |
| Tyrome                    | Bad Magic               | Loving                    | 2002 |                               |
| Quick Reverse             | God's Reason            | Bonzai Records            | 2016 |                               |
| Blondie                   | Fun (Remixes)           | BMG                       | 2017 | US # 1UK # 2 UK Singles Chart |